# Саммит на острове Говернорс
Саммит острова Говернорс — встреча на высшем уровне между президентом США Рональдом Рейганом и генеральным секретарём ЦК КПСС Михаилом Горбачёвым. Она состоялась 7 декабря 1988 года. На ней также присутствовал вице-президент США и избранный президент Джордж Буш-старший.
Горбачёв прервал свою поездку в Соединенные Штаты, как только ему сообщили о землетрясении, которое произошло в Армянской ССР ранее в тот же день.